# Уолш
Окръг Уолш (на английски: Walsh County) е окръг в щата Северна Дакота, Съединени американски щати. Площта му е 3351 km², а населението - 10 855 души (2017). Административен център е град Графтън.